# ISO 3166-2:BQ
ISO 3166-2:BQ ist die ISO-3166-2-Norm für die Besonderen Gemeinden der Niederlande, sie enthält die Codes für die 3 Gemeinden.

Lage der drei Inseln in der Karibik:
im Norden Saba, südöstlich daneben Sint Eustatius; im Süden Bonaire

Die Codes bestehen aus zwei Teilen, die durch einen Bindestrich voneinander getrennt sind. Der erste Teil gibt den Landescode gemäß ISO 3166-1 (für die Besonderen Gemeinden der Niederlande BQ), der zweite den Code für die Gemeinde wieder.
Der aktuelle Landescode wurde im Newsletter II-3 vom 13. Dezember 2011 zuletzt aktualisiert.
Die Gemeinden verfügen auch jeweils über einen ISO-3166-2-Code unter dem Eintrag ISO 3166-2:NL für die Niederlande.
| Gemeinde       | Code  | alternativ |
| -------------- | ----- | ---------- |
| Bonaire        | BQ-BO | NL-BQ1     |
| Saba           | BQ-SA | NL-BQ2     |
| Sint Eustatius | BQ-SE | NL-BQ3     |